# Synagoge (Paderborn)

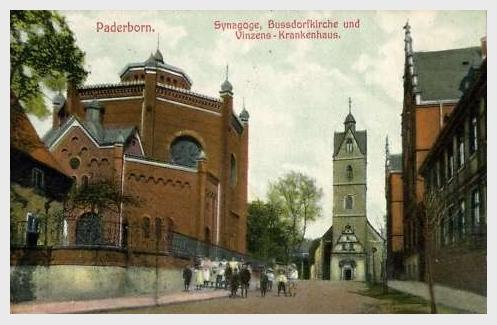
Postkarte mit der 1938 zerstörten Synagoge in Paderborn (links)

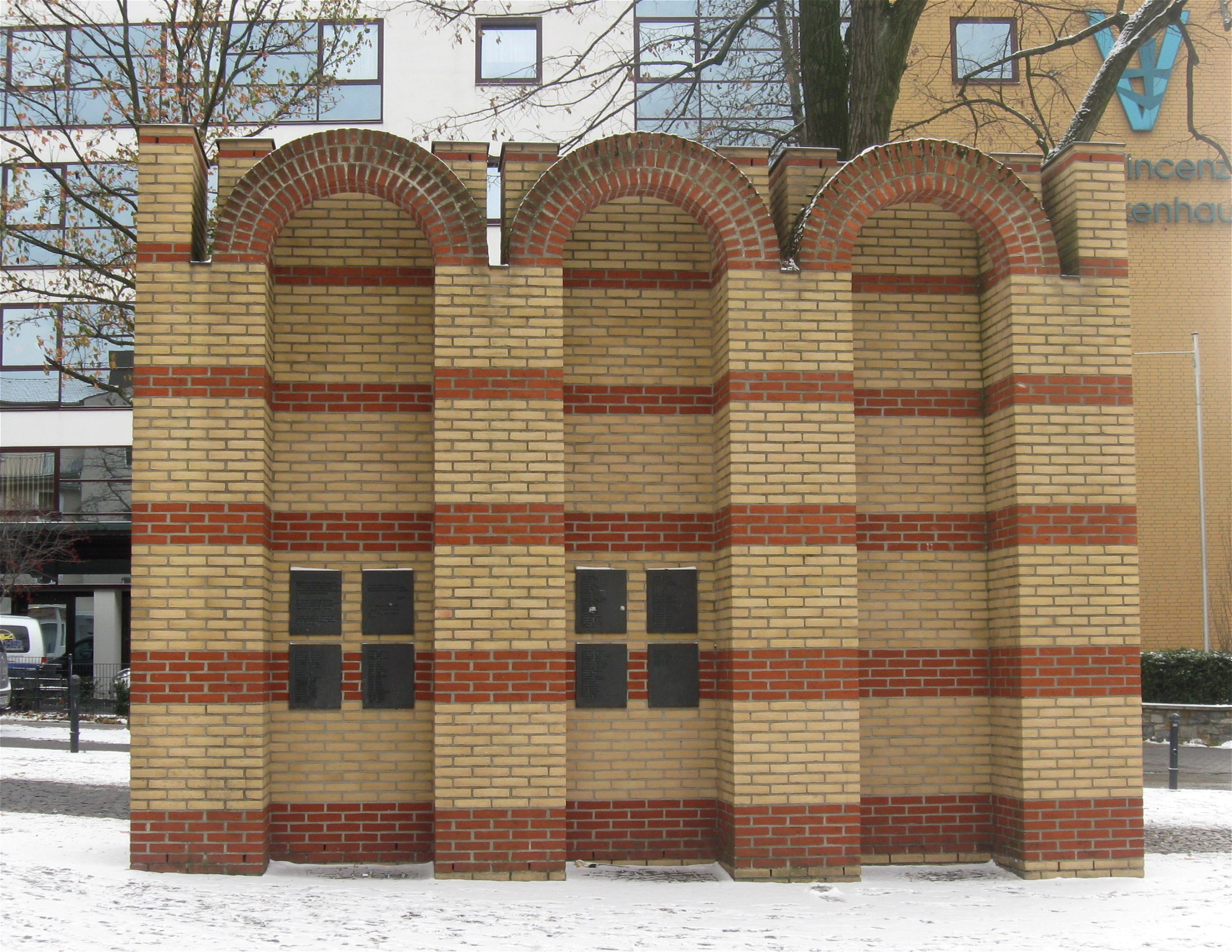
Mahnmal am Standort der Alten Synagoge

Die alte Synagoge in Paderborn, einer Stadt in Nordrhein-Westfalen, wurde 1881/82 errichtet und 1938 von den Nationalsozialisten zerstört.
Um 1800 errichtete die Jüdische Gemeinde Paderborn eine Synagoge und ein Schulgebäude in der Padergasse. Als diese baufällig wurde, erwarb die jüdische Gemeinde im Dezember 1860 ein Grundstück auf der Busdorf-Immunität. Nach dem Bau der jüdischen Schule und dem Ankauf eines Nachbargrundstücks konnte im August 1882 die neue Synagoge im maurischen Stil eingeweiht werden. Sie wurde durch einen achteckigen Zentralbau (Oktogon) aus Ziegelsteinen und Zwiebeltürmchen markant hervorgehoben, sie bot Platz für 190 Männer und 103 Frauen und befand sich in unmittelbarer Nähe zum St. Vincenz-Krankenhaus.
Im Zuge der Novemberpogrome steckte die SS unter Beteiligung des Stadtbaurates und des Leiters des städtischen Fuhrparks am 10. November 1938 die Synagoge in Brand. Am 30. November 1939 musste die jüdische Gemeinde zwangsweise sämtlichen Grundbesitz an die Stadt übertragen. Die Ruinen der alten Synagoge wurden abgetragen. Am Standort der Alten Synagoge wurde nach 1945 ein Mahnmal errichtet.
Im Jahre 1959 wurde unweit der Alten Synagoge eine Neue Synagoge eingeweiht.